# Ricardo González Bango
Ricardo González Bango, conegut com a Bango (Gijón, Astúries, 18 de setembre de 1968), és un exfutbolista i entrenador de futbol asturià. Va ser internacional amb la selecció espanyola.
Bango es va formar en els equips de futbol base del Col·legi de la Immaculada (Gijón) (promoció de 1987), incorporant-se al filial del Reial Oviedo, el Real Oviedo B, en la temporada 1987-88. Va passar al primer equip a l'any següent, temporada 1988-89, i va debutar en la Primera Divisió d'Espanya amb Vicente Miera d'entrenador el 3 de setembre de 1988, davant la Reial Societat de Futbol (1-0). Va debutar amb la selecció espanyola el 12 de setembre de 1990, davant la selecció de futbol del Brasil (3-0), i va jugar el seu últim partit com a internacional el 12 d'octubre de 1991 davant la selecció de futbol de França (1-2).